# Демос

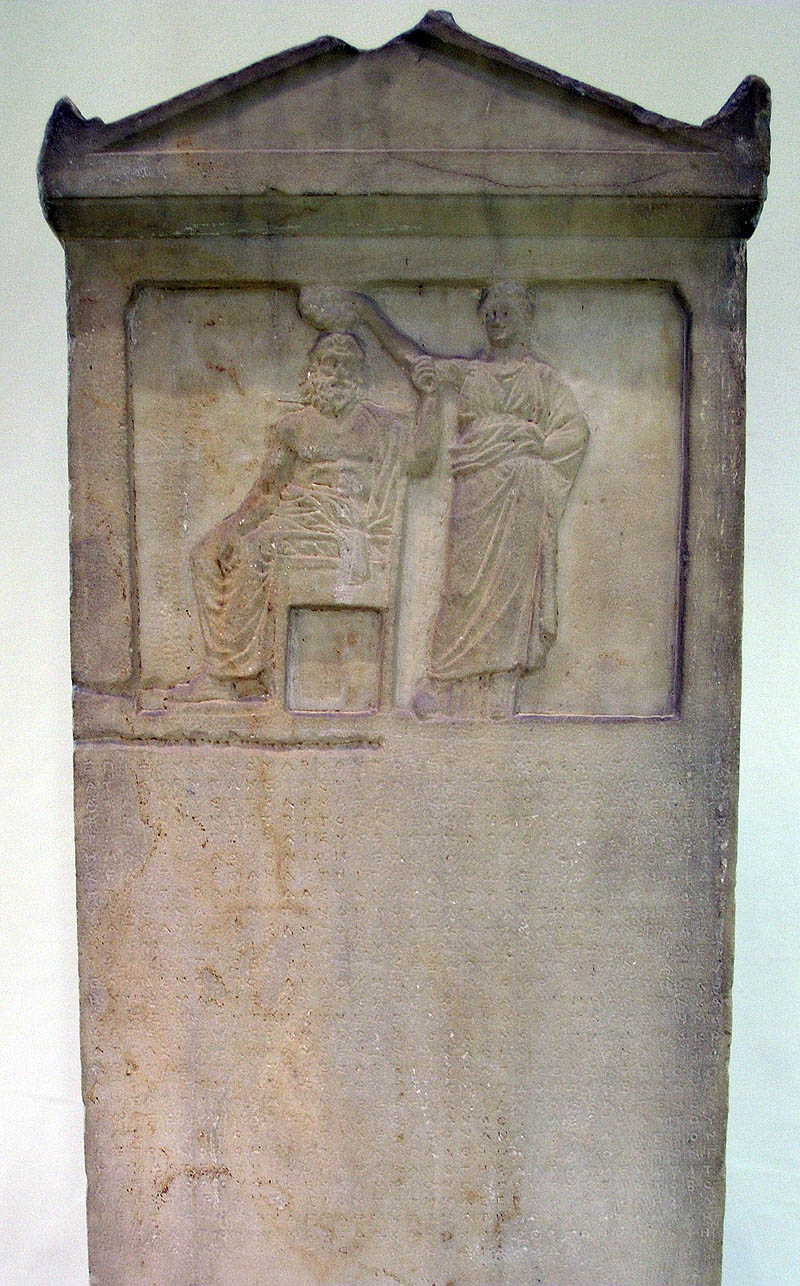
Коронація демосу. Рельєф на кам'яній стелі з Афін (Археологічний музей Афінської агори)

Де́мос (дав.-гр. δῆμος) — у вузькому сенсі слова — вільне населення давньогрецьких міст-держав, яке володіло громадянськими правами — на відміну від рабів, метеків, періеків та інших категорій залежного та неповноправного населення. У більш широкому сенсі — народ як носій державної влади.

## Еволюція поняття
За мікенської доби словом «демос» (точніше — «дамос») позначали село, яке сплачувало податки на користь царського палацу, і, відповідно, сільську громаду.
За гомерівської (близько 11-9 століть до н. е.) і архаїчної доби (8-6 століття до н. е.) термін набув ширшого значення. Так почали називати і велику міську громаду, що становила поліс. 
Зрештою слово «демос» стало позначати «народ» (щоправда, не будь-який, а саме організований у громадянський колектив, для інших випадків зазвичай використовували слово «лаос»)  або ж «простолюд» (пересічні громадяни, на противагу родовій аристократії — скажімо, афінським евпатридам).
У 6-5 століттях до н. е. в поняття демосу стали включати нарівні з сільським населенням і частину міського (ремісників, торговців). Пізніше, з кінця 5-4 століть до н. е., демосом стали називати бідну, переважно міську, частину населення.
За класичної доби давньогрецькі села називали зазвичай комами, проте термін «демос» (в українській історичній літературі «дем») зберігся для позначення територіальної ланки, меншої за філу (чисельність дема і справді була зіставна з чисельністю мешканців окремого села) — зокрема в Стародавніх Афінах після здійснення Клісфеном в 508 до н. е. в межах Аттики було створено 100 демів.